# Diomede Carafa
Diomede Carafa (Ariano, 7 gennaio 1492 – Roma, 12 agosto 1560) è stato un cardinale e vescovo cattolico italiano.

## Biografia
Nacque ad Ariano (l'attuale Ariano Irpino) il 7 gennaio 1492.
Vescovo di Ariano dal 9 aprile 1511, istituì la biblioteca diocesana nel 1540.
Papa Paolo IV (suo zio) lo elevò al rango di cardinale presbitero del titolo di San Martino ai Monti nel concistoro del 20 dicembre 1555.
Morì il 12 agosto 1560 e fu sepolto nella basilica dei Santi Silvestro e Martino ai Monti.